# Судницин, Александр Львович
Алекса́ндр Льво́вич Судни́цин (род. 21 ноября 1987, Красноярск) — российский хоккеист, вратарь

## Карьера
Отец был игроком в хоккей с мячом.
Начал заниматься хоккеем в родном Красноярске в 11 лет. Дебютировал за основной состав красноярского «Сокола», выступавшего тогда в Первой лиге (третьей по значимости в российском хоккее), в ходе сезона 2003/2004. С сезона 2005/2006 был основным вратарём красноярцев.
В 2008 году подписал контракт с челябинским «Мечелом», участником Высшей лиги. Уже через год перешёл в тюменский «Газовик», который в 2010 году перед вступлением в ВХЛ вернул себе историческое название — «Рубин».
В составе тюменцев Судницин в первом же сезоне стал лучшим вратарём лиги и обладателем всех командных трофеев. Впоследствии он также оставался одним из сильнейших вратарей лиги.
В 2013 году стал игроком команды КХЛ — нижнекамского «Нефтехимика», где сразу же стал основным вратарём, вытеснив Мэтта Далтона, а впоследствии выигрывая конкуренцию у Вилле Колппанена и Ивана Лисутина. Дебютировал в КХЛ в матче против принципиального соперника нижнекамцев — казанского «Ак Барса», во многом благодаря его уверенной игре «Нефтехимик» одержал победу со счётом 3:1.
4 мая 2016 года Судницин перешёл в ярославский «Локомотив», где конкурировал с Алексеем Мурыгиным. Демонстрировал стабильно высокий уровень игры, добившись в регулярном чемпионате сезона 2017/18 коэффициента надёжности 1,96.
В апреле 2018 года было объявлено о переходе Судницина в челябинский «Трактор»

## Достижения
- Кубок Братины — 2011
- Лучший вратарь ВХЛ — 2010/2011
- Бронзовый призёр Континентальной хоккейной лиги в сезоне 2016/17
- Обладатель кубка Гагарина в сезоне 2023/2024